# SECRET HANGAR
『SECRET HANGAR』（シークレット ハンガー）は月刊ゲーム雑誌「ゲーマガ」（ソフトバンククリエイティブ発行）に掲載されていた連載企画。

## 概要
バンダイナムコゲームスから発売されているコンピュータゲーム『スーパーロボット大戦シリーズ』に登場する、バンプレストオリジナルと呼称されるメカニックやキャラクターを取り上げた企画である。2006年8月号より連載を開始。2009年4月号から「SECRET HANGAR 2nd target」にタイトルを変更した。雑誌休刊に伴い2012年3月号をもって連載は終了する。
毎号1体のメカニックを取り上げ、メカニックのイラストとそれにまつわるショートストーリーや挿絵、スパロボシリーズのプロデューサーである寺田貴信による裏話「寺田memories」で構成されている。複数のスパロボシリーズに登場するメカニックやキャラクターの設定は、『スーパーロボット大戦OG ORIGINAL GENERATIONS』等の「OGシリーズ」に準拠している。メカニックのイラストは明貴美加が、ショートストーリーはトリスターが、挿絵は複数のイラストレーターが交替でそれぞれ担当している。なお明貴はこの仕事がきっかけで、『スーパーロボット大戦Z』に登場するオリジナル機体「バルゴラ」のデザインを担当している。

## 掲載内容

### 2006年
| 掲載号 | メカニック     | ショートストーリー     | 登場人物                                                                | 挿絵担当   |
| ------ | -------------- | ---------------------- | ----------------------------------------------------------------------- | ---------- |
| 8月号  | アルトアイゼン | 孤狼、咆哮             | - キョウスケ・ナンブ - マリオン・ラドム                                 | 椋本夏夜   |
| 9月号  | SRX            | 叫べ、信念の証を       | - リュウセイ・ダテ - ライディース・F・ブランシュタイン - アヤ・コバヤシ | 市村ユウ   |
| 10月号 | サイバスター   | 風のゆくえ             | - マサキ・アンドー - リューネ・ゾルダーク                               | 結川カズノ |
| 11月号 | ヴァルシオーネ | 未来に掲げる旗のために | - ビアン・ゾルダーク - マイヤー・V・ブランシュタイン                    | 市村ユウ   |
| 12月号 | 龍虎王         | 小さな救世主           | - クスハ・ミズハ                                                        | 椋本夏夜   |

### 2007年
| 掲載号 | メカニック                            | ショートストーリー                 | 登場人物                                      | 挿絵担当   |
| ------ | ------------------------------------- | ---------------------------------- | --------------------------------------------- | ---------- |
| 1月号  | ビルトビルガー                        | Do You Want to?                    | - アラド・バランガ - ラトゥーニ・スゥボータ   | 結川カズノ |
| 2月号  | ゲシュペンストMk-II                   | 遥かに望む海                       | - ダイテツ・ミナセ                            | 市村ユウ   |
| 3月号  | ジガンスクード                        | 計画は人にあり、成敗は天にあり     | - タスク・シングウジ                          | 椋本夏夜   |
| 4月号  | 量産型ゲシュペンストMk-II(カチーナ機) | また見ぬ空へ                       | - カチーナ・タラスク                          | 結川カズノ |
| 5月号  | グルンガスト零式                      | 死中求活、その刃は怒涛の如し(前編) | - ゼンガー・ゾンボルト                        | 市村ユウ   |
| 6月号  | ヒュッケバインMk-IIトロンベ           | 死中求活、その刃は怒涛の如し(後編) | - エルザム・V・ブランシュタイン               | 椋本夏夜   |
| 7月号  | アンジュルグ                          | Angel's Blight                     | - ラミア・ラヴレス - ツグミ・タカクラ         | 結川カズノ |
| 9月号  | フェアリオン(タイプG)                 | Fairy in the sky                   | - シャイン・ハウゼン - ラトゥーニ・スゥボータ | 市村ユウ   |
| 10月号 | アルブレード                          | 受け継がれてゆく闘志               | - カイ・キタムラ - ラーダ・バイラバン         | 結川カズノ |
| 11月号 | ラピエサージュ                        | 最果てのダーウィン                 | - オウカ・ナギサ - クエルボ・セロ             | 椋本夏夜   |
| 12月号 | ヒリュウ改                            | 名艦長の公式                       | - レフィーナ・エンフィールド                  | 市村ユウ   |

6月号掲載分は単行本に収録されるにあたり、メカニックのイラストがヒュッケバインMk-IIトロンベからヴァルシオンのイラストに差し替えられている。

### 2008年
| 掲載号 | メカニック                 | ショートストーリー           | 登場人物                                                   | 挿絵担当   |
| ------ | -------------------------- | ---------------------------- | ---------------------------------------------------------- | ---------- |
| 1月号  | グルンガスト               | Distance of confidence.      | - イルムガルト・カザハラ - リン・マオ                      | 結川カズノ |
| 3月号  | ソウルゲイン               | 反逆する世界の中で           | - アクセル・アルマー                                       | 椋本夏夜   |
| 4月号  | ズィーガーリオン           | 受け継がれるもの             | - レオナ・ガーシュタイン                                   | 市村ユウ   |
| 5月号  | ヴァイスリッター           | ハルノサクラ                 | - エクセレン・ブロウニング                                 | 結川カズノ |
| 6月号  | ヤルダバオト               | 羅生、猛りの刻               | - フォルカ・アルバーク - ショウコ・アズマ                  | 椋本夏夜   |
| 7月号  | ランドグリーズ             | 未来は夢を、手放さない       | - リスカーラ・ボーグナイン - ユウキ・ジェグナン            | 市村ユウ   |
| 8月号  | R-GUN                      | ヴィレッタ・バディムの事件簿 | - ヴィレッタ・バディム                                     | 結川カズノ |
| 9月号  | ビルトファルケン           | オトメゴコロと鋼の魂         | - ゼオラ・シュバイツァー                                   | 椋本夏夜   |
| 10月号 | エクサランス・ストライカー | 時が紡ぐ希望                 | - ミズホ・サイキ - ラウル・グレーデン - ラージ・モントーヤ | 市村ユウ   |
| 11月号 | コンパチブルカイザー       | 闘神、熱撃の刻               | - コウタ・アズマ                                           | 結川カズノ |
| 12月号 | アステリオン               | Toward the sea of the star.  | - アイビス・ダグラス                                       | 椋本夏夜   |

### 2009年
| 掲載号 | メカニック                          | ショートストーリー         | 登場人物                                    | 挿絵担当   |
| ------ | ----------------------------------- | -------------------------- | ------------------------------------------- | ---------- |
| 1月号  | ダイゼンガー                        | 一の太刀を疑わず           | - ゼンガー・ゾンボルト - リシュウ・ドウゴウ | 結川カズノ |
| 3月号  | バルゴラ・グローリー                | KEEP THE YOURSELF.         | - セツコ・オハラ                            | 市村ユウ   |
| 4月号  | 量産型ゲシュペンストMk-II改(カイ機) | A true souvenir.           | - カイ・キタムラ                            | Chiyoko    |
| 5月号  | スレードゲルミル                    | 一刀、拓くは己が未来       | - ウォーダン・ユミル                        | 市村ユウ   |
| 6月号  | ペルゼイン・リヒカイト              | ひかり、はなつもの         | - アルフィミィ                              | Chiyoko    |
| 7月号  | グレイターキン                      | 蒼き星に生きる可能性たちへ | - メキボス                                  | 市村ユウ   |
| 8月号  | ART-1                               | 覚醒するマリオネット       | - マイ・コバヤシ                            | Chiyoko    |
| 9月号  | R-2パワード                         | 守人の標(前編)             | - ライディース・F・ブランシュタイン         | 市村ユウ   |
| 10月号 | R-3パワード                         | 守人の標(後編)             | - アヤ・コバヤシ                            | Chiyoko    |
| 11月号 | アーマリオン                        | 積み上げられていくもの     | - リョウト・ヒカワ                          | 市村ユウ   |
| 12月号 | R-1                                 | こころのひかり             | - リュウセイ・ダテ - ラトゥーニ・スゥボータ | Chiyoko    |

3月号掲載分は「EXTRA EPISODE」として、明貴本人がデザインしたメカニックを掲載。「OGシリーズ」には未登場であることから、ショートストーリーは『スーパーロボット大戦Z』に則した内容になっている。
4月号掲載分より「2nd target」として掲載。

### 2010年
| 掲載号 | メカニック                   | ショートストーリー       | 登場人物                                                                 | 挿絵担当 |
| ------ | ---------------------------- | ------------------------ | ------------------------------------------------------------------------ | -------- |
| 1月号  | ビルトラプター               | TURNING POINT            | - ジャーダ・ベネルディ - ガーネット・サンディ                            | 市村ユウ |
| 2月号  | バレリオン                   | CHAOS RELATION           | - テンザン・ナカジマ - トーマス・プラット                                | Chiyoko  |
| 3月号  | アウセンザイター             | The dish is soul.        | - レーツェル・ファインシュメッカー                                       | 市村ユウ |
| 4月号  | 虎龍王                       | Strength of the will     | - ブルックリン・ラックフィールド                                         | Chiyoko  |
| 5月号  | シュッツバルト               | 緩やかなる日             | - ラーダ・バイラバン                                                     | Chiyoko  |
| 6月号  | ミロンガ                     | LIKE A NATION            | - カイル・ビーン                                                         | Chiyoko  |
| 7月号  | アルトアイゼン・リーゼ       | 孤狼、再誕               | - キョウスケ・ナンブ - マリオン・ラドム                                  | 市村ユウ |
| 8月号  | ジャオーム                   | 風吹く丘で               | - マサキ・アンドー - ゼオルート・ザン・ゼノサキス - プレシア・ゼノサキス | Chiyoko  |
| 9月号  | グランヴェール               | 我れは我が素を行う       | - ホワン・ヤンロン                                                       | 市村ユウ |
| 10月号 | ガッデス                     | Beyonnd love and hate.   | - テュッティ・ノールバック - シカルド・シルベイラ                        | Chiyoko  |
| 11月号 | ヴァイクル                   | THE ARROW OF DESTRUCTION | - アタッド・シャムラン                                                   | 市村ユウ |
| 12月号 | ゲシュペンストMK-II・タイプS | The Limit is exceeded.   | - リオ・メイロン                                                         | Chiyoko  |

### 2011年
| 掲載号 | メカニック               | ショートストーリー       | 登場人物                                                                 | 挿絵担当 |
| ------ | ------------------------ | ------------------------ | ------------------------------------------------------------------------ | -------- |
| 1月号  | リオン                   | 炎が創る明日             | - ミツコ・イスルギ                                                       | 市村ユウ |
| 2月号  | レストジェミラ           | なし                     | なし                                                                     | なし     |
| 3月号  | フェアリオン・タイプS    | Flyable Fairies.         | - シャイン・ハウゼン                                                     | Chiyoko  |
| 4月号  | ベルゲルミル             | 神々の黄昏               | - イーグレット・ウルズ - イーグレット・アンサズ - イーグレット・スリサズ | 市村ユウ |
| 5月号  | ビレフォール             | 羅生、轟震の刻           | - フェルナンド・アルドゥク                                               | Chiyoko  |
| 6月号  | シルベルヴィント         | Faster than anyone       | - アギーハ                                                               | 市村ユウ |
| 7月号  | ガストランダー           | 力の在処、その行き先     | - リン・マオ - ユアン・メイロン                                          | Chiyoko  |
| 8月号  | ヴァイスセイバー         | もうひとつの輝きへ(前編) | - レモン・ブロウニング                                                   | Chiyoko  |
| 9月号  | ライン・ヴァイスリッター | もうひとつの輝きへ(後編) | - レモン・ブロウニング - エクセレン・ブロウニング                        | 市村ユウ |
| 10月号 | カリオン                 | 緋色の夢、彗星の明日     | - スレイ・プレスティ - フィリオ・プレスティ                              | Chiyoko  |
| 11月号 | ブラスタ                 | CLOSE GAME LIFE          | - クロウ・ブルースト                                                     | 市村ユウ |
| 12月号 | グルンガスト参式(2号機)  | 刃とともに歩くものたち   | - リシュウ・トウゴウ                                                     | Chiyoko  |

2月号掲載分は、特別編と題してテレビアニメ『スーパーロボット大戦OG -ジ・インスペクター-』のスタッフインタビューが掲載されている。
7月号掲載分は、雑誌掲載時にはキャラクターイラストのみ『スーパーロボット大戦OG -ジ・インスペクター-』の設定画を流用していたが、単行本収録時にキャラクターイラストが書き下ろされた。
11月号掲載分は、特別編として『第2次スーパーロボット大戦Z 破界篇』のキャラクターを取り上げている。

### 2012年
| 掲載号 | メカニック   | ショートストーリー | 登場人物                 | 挿絵担当 |
| ------ | ------------ | ------------------ | ------------------------ | -------- |
| 1月号  | R-1          | SECRET HANGAR      | - リュウセイ・ダテ       | 市村ユウ |
| 2月号  | グランゾン   | 鋼の魂             | - シュウ・シラカワ       | Chiyoko  |
| 3月号  | ソウルゲイン | なし               | - ゼオラ・シュバイツァー | 市村ユウ |

3月号掲載分は、ショートストーリーがない代わりに1ページ全体にキャラクターイラストが掲載されている。

## 単行本
スーパーロボット大戦OG -SECRET HANGAR-
2009年6月13日発売。2006年8月号から2009年3月号までを収録。ISBN 9784797354607
単行本特別企画
- ヴァルシオーネ改造計画
- 悲しみを力に変えて……バルゴラ少女発進
- 明貴美加×バンプレソフトメカデザイナー対談 五番勝負!

スーパーロボット大戦OG -SECRET HANGAR 2nd target-
2013年5月9日発売。2009年4月号から2012年3月号までを収録。ISBN 9784797370218